# Path tracing volumétrico
El path tracing volumétrico es un método para el renderizado de imágenes en gráfico por computadora que fue primero introducido por Lafortune y Willems. Este método mejora la
representación
 de la iluminación en una escena mediante la
extensión del método path tracing con el efecto de dispersión de la luz . Se utiliza para efectos fotorrealistas de medios participantes como el fuego, explosiones, humo, nubes, niebla o sombras suaves.
Como en el método path tracing los rayos salen del observador hasta llegar a la fuente de luz. En el path tracing volumétrico pueden ocurrir eventos de dispersión en este proceso. Cuando un rayo de luz alcanza una superficie, una cantidad especial de ella puede quedar esparcida en los medios.

## Descripción
El algoritmo está basado en el volumetric rendering equation, el cual extiende el rendering equation con un
término de dispersión. Está compuesto de una absorción, out-scattering, emisión y un in-scattering parte. La absorción y out-scattering  juntos forman el término extinción. El in-scattering es la parte más costosa para calcular porque necesita una integración sobre todos los caminos en la escena que contienen radiancia. Por lo tanto, miles de caminos necesitan ser rastreado hasta obtener un resultado con una buena calidad y sin mucho ruido. Para un mejor manejo en el término in-scattering se puede dividir en dos componentes, la dispersión simple y la dispersión múltiple.

## Algoritmo
En el path tracing volumétrico una distancia entre el rayo y la superficie obtiene una muestra y se compara con la distancia de la intersección más cercana del rayo con la superficie. Si la distancia de muestreo es más pequeña, se produce un evento de dispersión. En ese caso el camino se evalúa y se traza desde el punto de dispersión en los medios,  no desde el punto de la superficie sobre la que cae. El resto del procedimiento continúa igual,  hasta llegar a la fuente de luz.

## Muestreo
Una forma posible de distancias de muestreo es el método ray marching. Trabaja similar al trazado de rayos pero opera en un campo de distancia de la escena y actúa en pasos discretos.  La dispersión dentro de los medios pueden ser determinados por una función de fase que utiliza muestreo de importancia. Por tanto, el Henyey–Greenstein phase function puede ser aplicada. Es una función de fase no isotrópica para la simulación de la dispersión de materiales como océanos, nubes o la piel.